# New York Institute of Technology
Il New York Institute of Technology (abbreviato in NYIT) è un'università di ricerca privata situata a New York City, con un campus nell'Upper West Side e due a Long Island. Ha diverse succursali nel mondo (ad esempio a Vancouver, Manama, Nanchino, Amman e Abu Dhabi), nonché un college online.
Fondato nel 1955 da Alexander Schure, il NYIT fu la culla della modellazione e animazione in 3D, soprattutto grazie al Computer Graphics Lab, il cui primo direttore, Edwin Catmull, successivamente aprì i Pixar Studios con il collega Alvy Ray Smith. Il laboratorio venne riconosciuto come uno dei fiori all'occhiello dell'industria della computer grafica e uno dei più rivoluzionari in questo campo.